# Gottfried Seelos

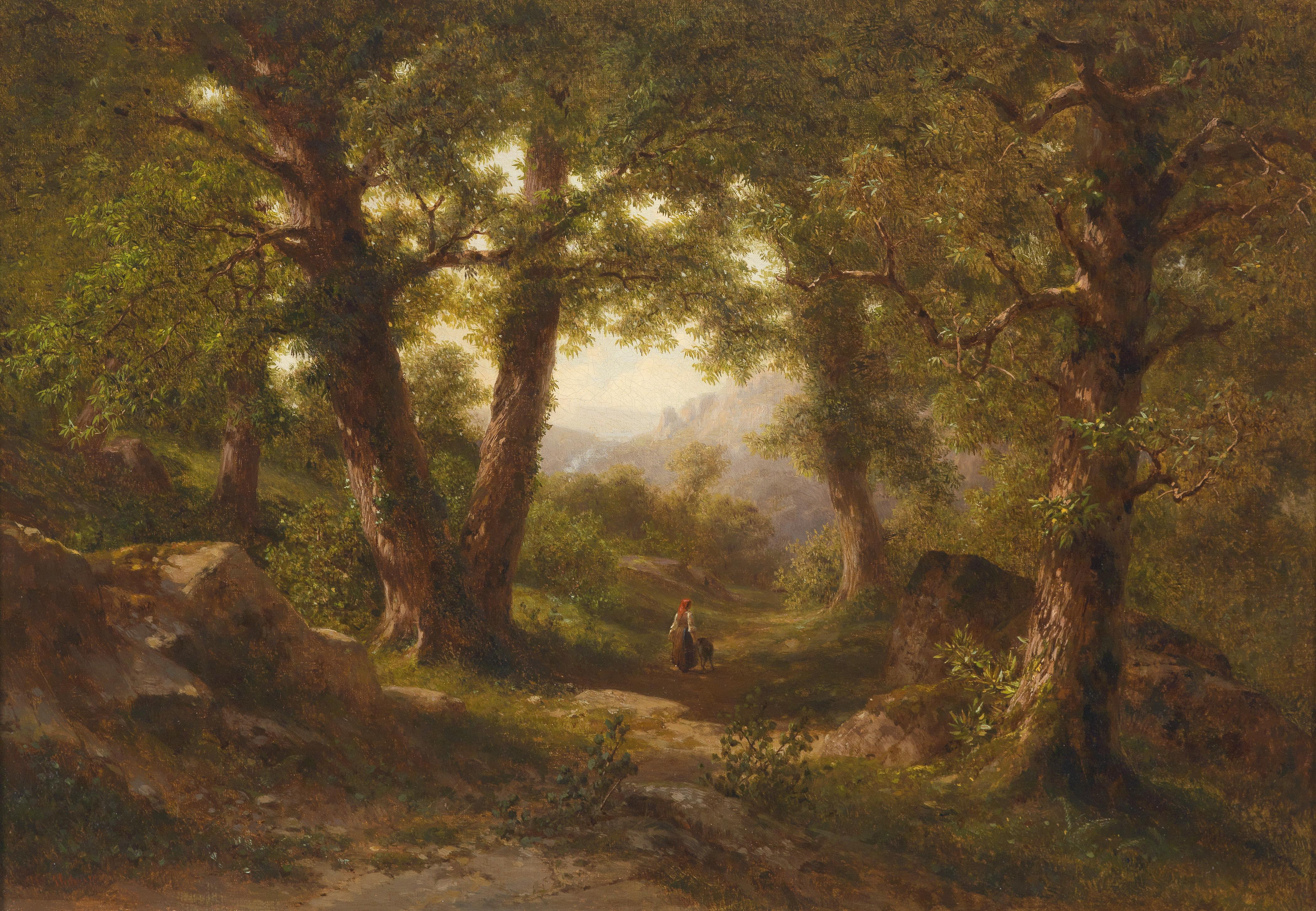
Kastanienhain 1870

Gottfried Seelos (* 9. Jänner 1829 in Bozen, Kaisertum Österreich; † 13. März 1900 in Wien, Österreich-Ungarn) war ein österreichischer Maler.

## Leben
Nach einem Grundstudium an den Universitäten Verona und Innsbruck 1845–1847 und nachfolgendem Jurastudium 1847–1851 in Wien und München absolvierte Gottfried Seelos die Akademie der bildenden Künste Wien unter den Landschaftsmalern Johann Novopacky und Joseph Selleny, dessen Schwester Theresia er 1886 heiratete. Mit Selleny und Novopacky unternahm er 1853/54 eine erste Studienreise nach Italien, denen später mehrere weitere folgten.
Eine bedeutende Förderung erfuhr Gottfried Seelos durch den Wiener Industriellen, Politiker und Mäzen Nikolaus Dumba, in dessen Liezener Landsitz er sich regelmäßig im Sommer aufhielt und wo die Supraporten des Musiksalons, darunter eine Ansicht des Wörthersees bei Velden, von ihm stammten.
1930 wurde die Seelosgasse in Wien-Hietzing nach ihm benannt.

## Werke

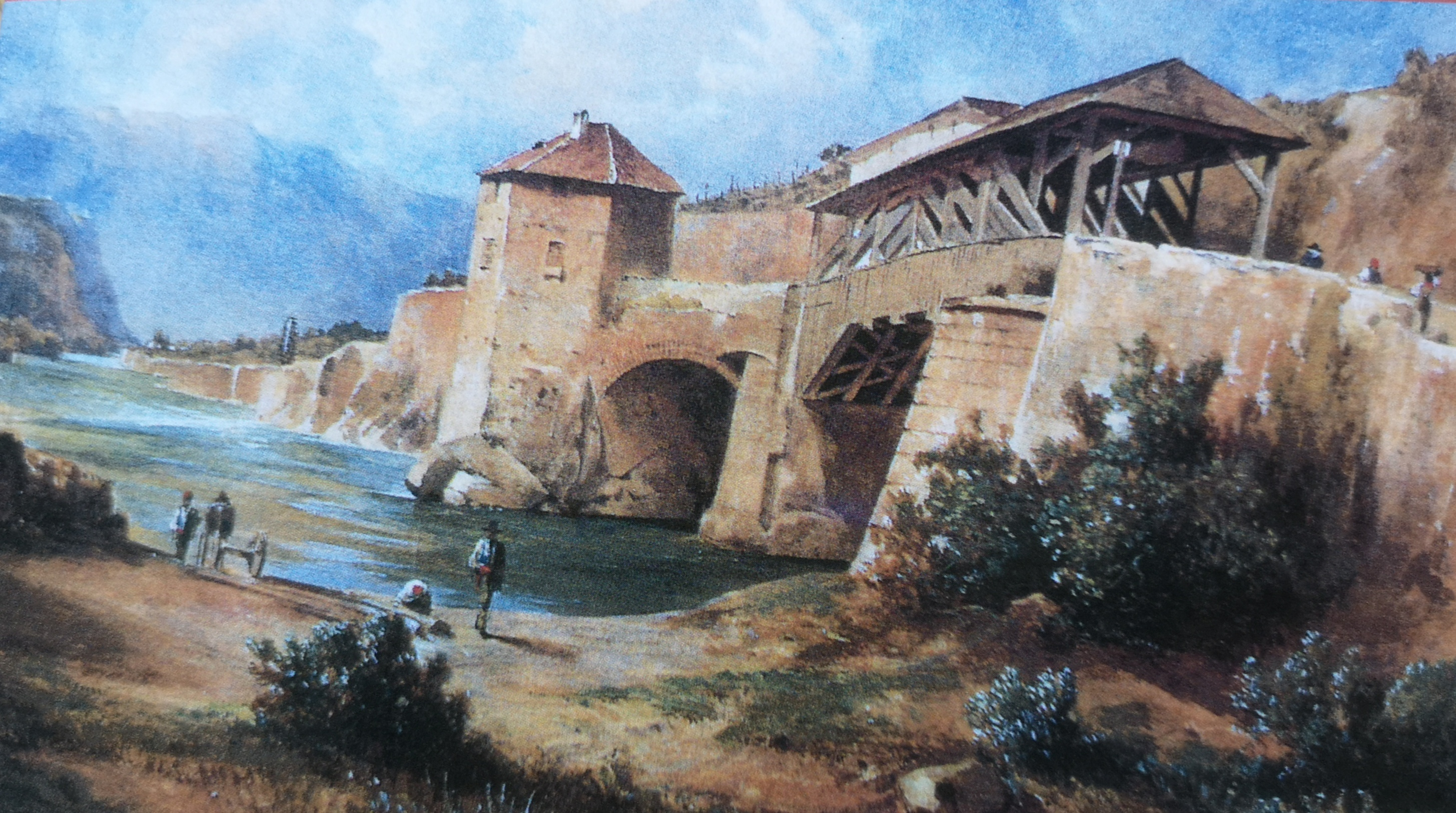
Die Brücke am Feigenstein in Bozen-Kardaun 1857 (Ölgemälde)

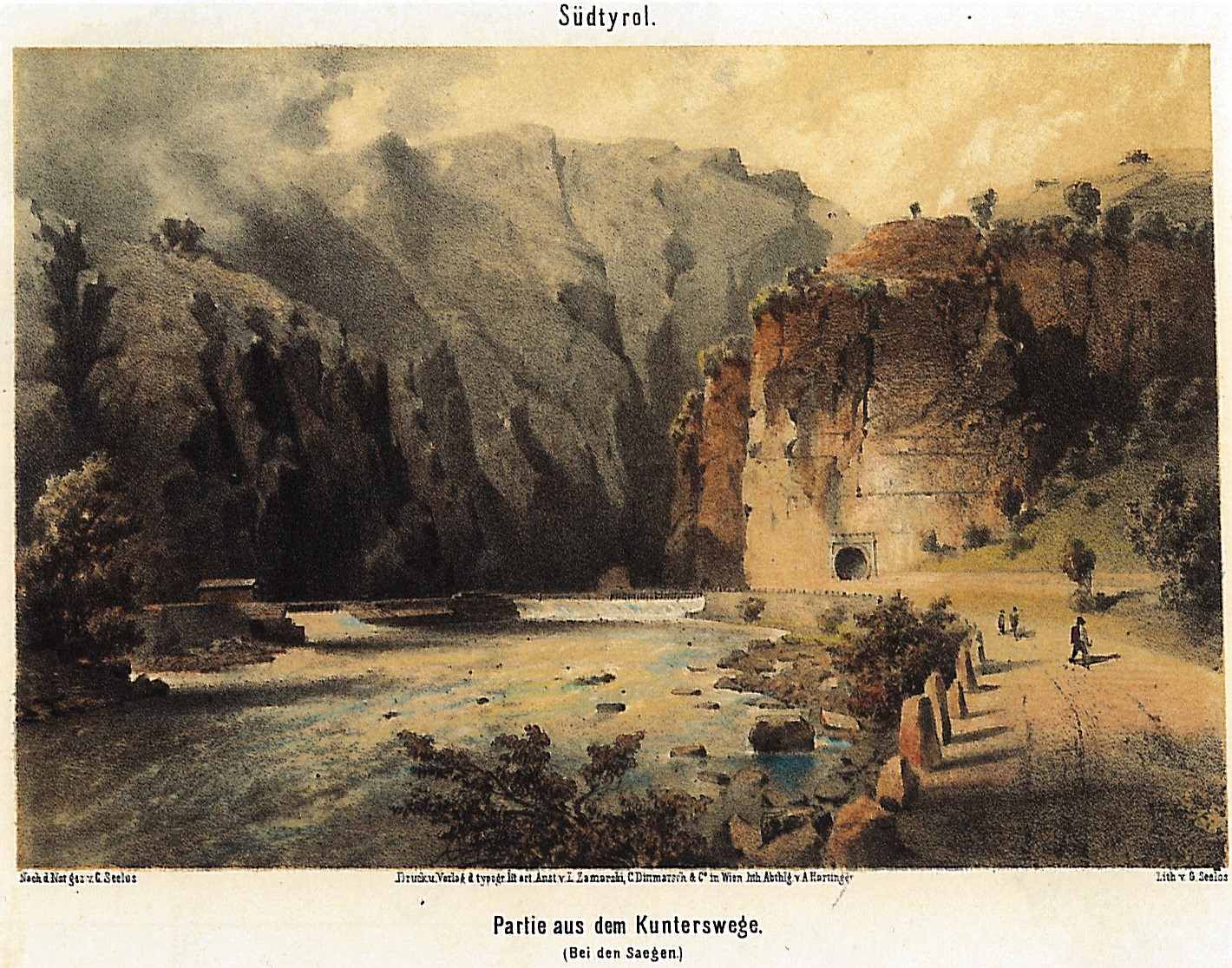
Farblithographie des Kunterswegs bei Bozen-Blumau, 1867

Der Schwerpunkt seines Schaffens bildeten Landschaftsgemälde aus Oberitalien und Österreich. Daneben schuf Seelos große Wandgemälde, so für die Wiener Hofburg 1885 die Darstellungen der Schlachten von Kolin, Bergisel, Kahlenberg und Lissa, für das Naturhistorische Museum in Wien die Gemälde Stonehenge und Tumuli von Rosegg.
Seelos reproduzierte zahlreiche seiner Landschaftsgemälde in Form von Lithographien in größeren Alben. 1856/57 publizierte er als Serie von Lithographien die Ansichten von Tyrol, 1857/58 die Alben Weg nach Sarnthal, Welschenofener Straße, Umgebung von Wien (zusammen mit Novopacky) und Ansichten aus dem steirischen und oberösterreichischen Salzkammergut. Mit seinem Bruder Ignaz Seelos (1827–1902), einem Schüler von Carl Rahl, zeichnete und lithographierte er den Freskenzyklus aus „Tristan und Isolde“ in der Schlossruine Runkelstein bei Bozen (Innsbr. 1857, mit Text von Ignaz Vinzenz Zingerle).
Von seinen späteren, durch feine Stimmung und tiefe Empfindung ausgezeichneten Landschaften sind zu nennen
- Die Zenoburg bei Meran, Kolman in Tirol (Akademie in Wien)
- Sigismundskron bei Bozen
- Motiv von der Riviera bei Mentone
- Palmen bei Monaco
- Der Sommernachmittag (im Belvedere zu Wien)
- Vogelweidhof mit Staffage von Defregger, aus dem Hochtal Vajolet

Die besten seiner Bilder entstanden in den 1860er Jahren. Später wurde das Kolorit bisweilen zu phantastisch.
- Schlerngebirge im Abendglühen

Weiters
- Strandansicht von der dalmatinischen Küste (ehemals Nelly und Bernhard Altmann)[1]